# Stamford Bridge (Stadion)
Die Stamford Bridge ist ein Fußballstadion im Londoner Stadtteil Fulham, das seit 1905 hauptsächlich vom Fußballclub FC Chelsea genutzt wird.

## Name
Der Stadionname rührt von einem Fluss namens Stanford Creek, der früher auf der heutigen Eisenbahntrasse hinter dem East Stand verlief und in die Themse mündete. Die Stelle, an der er die Fulham Road kreuzte, war auf einer Karte des 18. Jahrhunderts als Little Chelsea Bridge markiert. Ursprünglich hieß die Brücke allerdings Sanford Bridge (ausgehend von Sand Ford, deutsch Sand-Furt). Die Brücke, die etwas weiter südlich die King’s Road über den Fluss führte, hieß Stanbridge (ausgehend von Stone Bridge, deutsch Steinbrücke). Vermutlich ist aus den beiden Brückennamen und dem Flussnamen der Name Stanford Bridge hervorgegangen, der sich später in Stamford Bridge wandelte. 1824 bis 1828 wurde der Fluss Stanford Creek Teil des Kensington Canal. 1859 bis 1863 wurde im Kensington Canal die heutige West London Line errichtet.

## Geschichte
Das Stadion wurde am 28. April 1877 offiziell eröffnet. Dabei war es als reines Leichtathletikstadion ausgelegt. Fußball sollte hier noch nicht gespielt werden. Aufgrund seiner Lage in Fulham in der Nähe des Zentrums an der Fulham Road wurde als erstes dem FC Fulham angeboten, in diesem Stadion seine Fußballspiele auszutragen. Da dieser ablehnte, zog stattdessen 1905 der neugegründete FC Chelsea ein. Seit dieser Zeit hat das Stadion eine Reihe von Umbaumaßnahmen hinter sich. Der letzte Schritt wurde am 19. August 2001 vollendet. Das Stadion ist heute eine reine Fußballarena. Besonders bekannt ist die Südtribüne the „Shed End“, die früher ausschließlich für Chelsea-Fans reserviert war, mittlerweile aber in Teilen als Gästeblock dient.
Eröffnet wurde die Stamford Bridge am 28. April 1877 als Heimstatt des London Athletic Club. Der Chelsea FC wurde erst 1905 gegründet und spielt seit seinem ersten Spiel am 4. September 1905 gegen den Liverpool FC im lange Zeit größten Londoner Vereinsstadion. Beim Spiel gegen den Stadtrivalen Arsenal FC am 12. Oktober 1935 sorgten 82.905 Zuschauer für einen ewigen Besucherrekord. Seinerzeit wurde das Stadion multifunktional genutzt, die Laufbahn blieb bis in die 1990er Jahre erhalten.
Die älteste zum Teil erhaltene Tribüne der Stamford Bridge ist der 1974 fertiggestellte East Stand, der die erste dreirangige Tribüne Großbritanniens war. Erst 20 Jahre später wurden die Modernisierungsarbeiten an der Heimstätte der „Blues“ fortgesetzt. Der neue zweirangige North Stand wurde 1994 vollendet, und die gegenüberliegende Südtribüne, wo sich einst die Stehplätze des legendären „Shed End“ befanden, nach einjähriger Bauzeit 1996 eingeweiht. Als letzte der vier Tribünen wurde im August 2001 der 13.432 Zuschauer fassende West Stand mit den VIP-Einrichtungen eröffnet. Als eines der ersten Fußballstadien überhaupt erhielt die Stamford Bridge eine Mantelbebauung mit Wohnhäusern, Hotels und Büros – hinter dem „Chelsea Village“ im Südosten ist das Stadion von außen kaum noch wahrzunehmen.
Ein weiterer Ausbau scheint ausgeschlossen, da das Areal begrenzt und mittlerweile bis an den Rand bebaut ist. Zudem würden sich mit den zur Verfügung stehenden Erschließungswegen keine behördlichen Auflagen mehr erfüllen lassen. Das Spielfeld als solches sowie der Vereinsname gehören den „Chelsea Pitch Owners“; die Besitzrechte sind somit auf zahlreiche kleine Anteilseigner verteilt.
Am 23. Mai 2013 wurde das Endspiel der UEFA Women’s Champions League an der Stamford Bridge ausgetragen.

## Zukunft
Von 2015 bis 2018 gab es trotz des begrenzten Raums auf dem Stadiongrundstück konkrete Planungen für Abriss und Neubau der Stamford Bridge. Der notwendige Platz soll durch eine Überbauung der Trasse der West London Line und der District Line im Umfeld des Stadions geschaffen werden. Anfang März 2017 gab der Londoner Bürgermeister Sadiq Khan grünes Licht für den Neubau des Stadions. Die rund 140 Jahre alte Stamford Bridge sollte durch ein modernes Fußballstadion mit 60.000 Plätzen für 580 Mio. Euro ersetzt werden. Eröffnet werden sollte die von Herzog & de Meuron entworfene Arena zur Saison 2021/22.
Nachdem am 4. März 2018 ein Nervenkampfstoff-Anschlag auf den Ex-Spion Sergej Skripal und seine Tochter Julia verübt worden war, fand in der britischen Regierung offenbar ein Sinneswandel statt. Roman Abramowitsch (Oligarch, Putin-Vertrauter und Besitzer des Chelsea Football Club) hatte Probleme mit der Verlängerung seines Investorenvisums; das konnte als eine Retourkutsche an den Kreml gesehen werden. Abramowitsch zog seinen Visumantrag kurz darauf zurück.
Am 31. Mai 2018 gab der FC Chelsea bekannt, dass die Neubaupläne vorerst auf Eis gelegt wurden. Grund dafür sei das „aktuell ungünstige Investitionsklima“.

## Kapazitäten
Das Stadion hat eine Kapazität von 40.343 Zuschauern. Es stehen vier nahezu komplett überdachte Sitzplatztribünen zur Verfügung: Der Matthew Harding Stand, der West Stand, der East Stand und das Shed End. Der mittlere Rang des West und East Stands sind Zuschauern vorbehalten, die ein Hospitality-Package für den Spieltag gebucht haben. Der untere Rang des East Stands ist der Familienbereich der Stamford Bridge. Die Auswärtsfans erhalten, je nach Kartenkontingent, einen Teil des Shed Ends. Die meisten Dauerkarteninhaber sitzen im Matthew Harding Stand und im Shed End. 

## Besucherrekord und Zuschauerschnitt
Die größte Zuschauerzahl sah die Stamford Bridge am 12. Oktober 1935 bei dem Spiel der Football League First Division 1935/36. Die Partie gegen den FC Arsenal verfolgten 82.905 Besucher. Der Rekord zu modernen Zeiten der Sitzplatzstadien liegt bei 42.328, als Newcastle United zu einer Begegnung der Premier League 2002/03 am 4. Dezember 2002 in die Stamford Bridge kam.
- 2014/15: 41.546 (Premier League)
- 2015/16: 41.500 (Premier League)
- 2016/17: 41.508 (Premier League)
- 2017/18: 41.282  (Premier League)

## Verkehrsanbindung
Zu erreichen ist das Stadion am besten mit den öffentlichen Verkehrsmitteln, da im Stadionbereich nur sehr wenige Parkplätze zur Verfügung stehen. Die Londoner U-Bahn der Linie District Line (grün) hält am Fulham Broadway, die man von allen Richtungen aus erreichen kann. Mit Overground-Zügen ist das Stadion leicht über die Stationen Imperial Wharf und West Brompton zu erreichen.

## Trivia
Unter dem südlichen Elfmeterpunkt ist seit Oktober 2006 eine Urne mit der Asche von Peter Osgood beigesetzt.

## Galerie

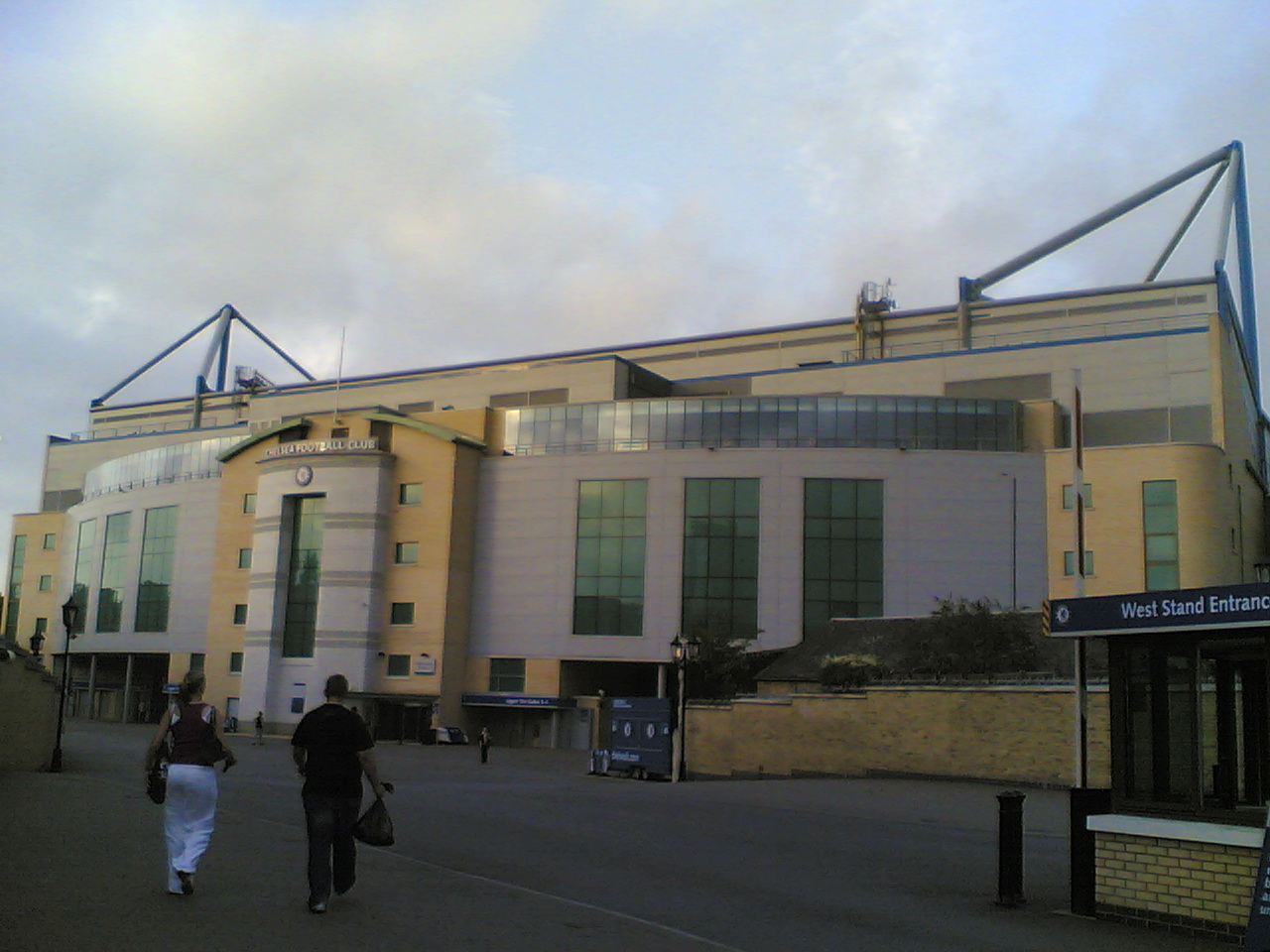
Fassade der Stamford Bridge (2007)
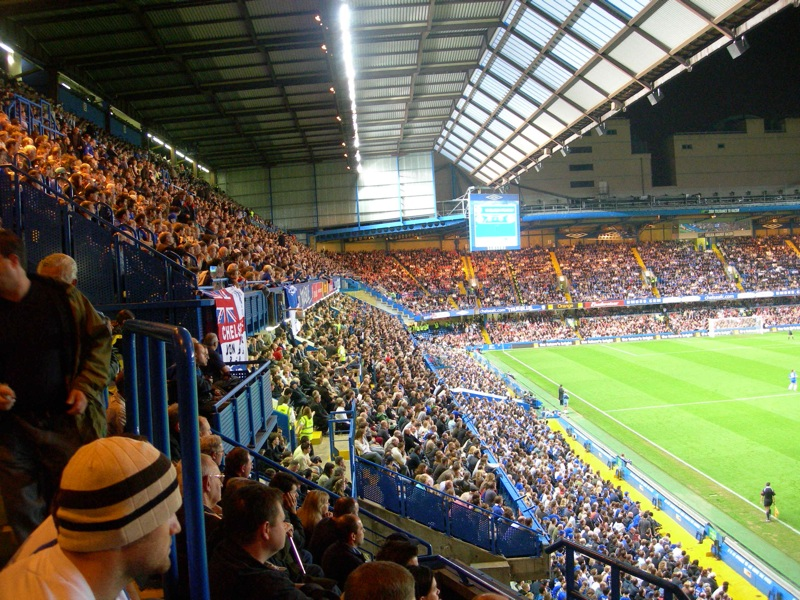
Fans im Stadion
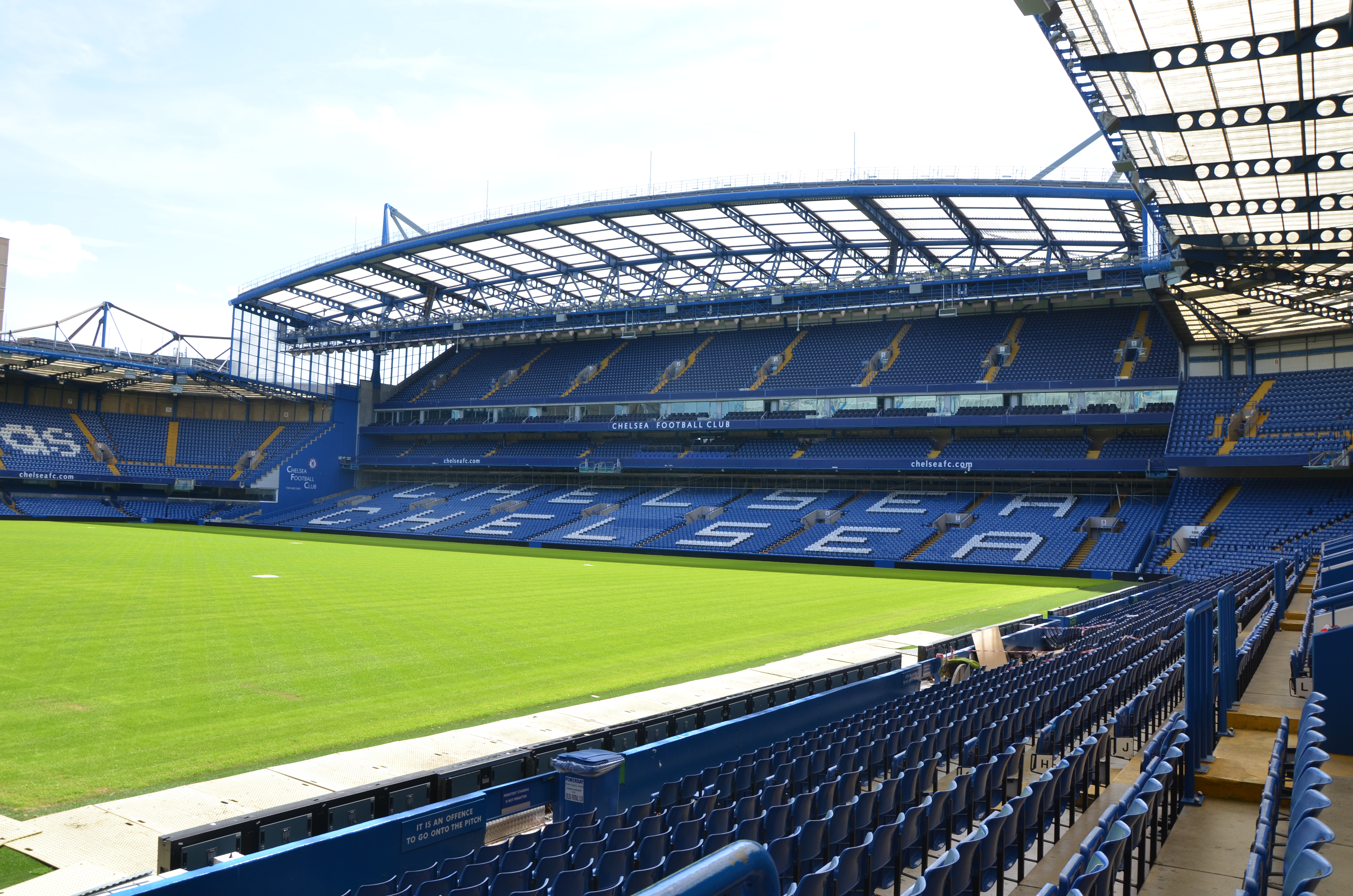
Stamford Bridge (2013)
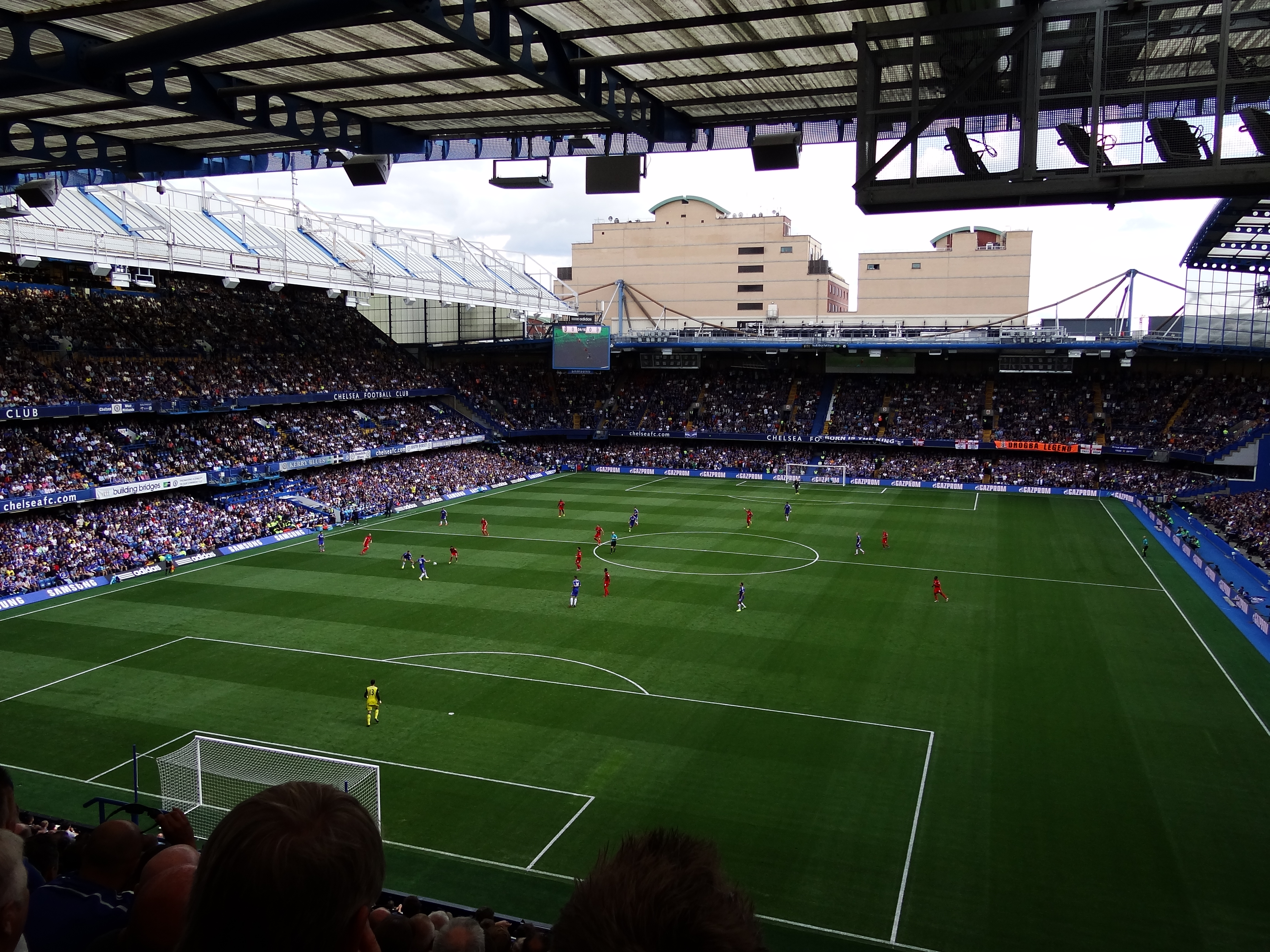
Stadioninnenraum (2014)
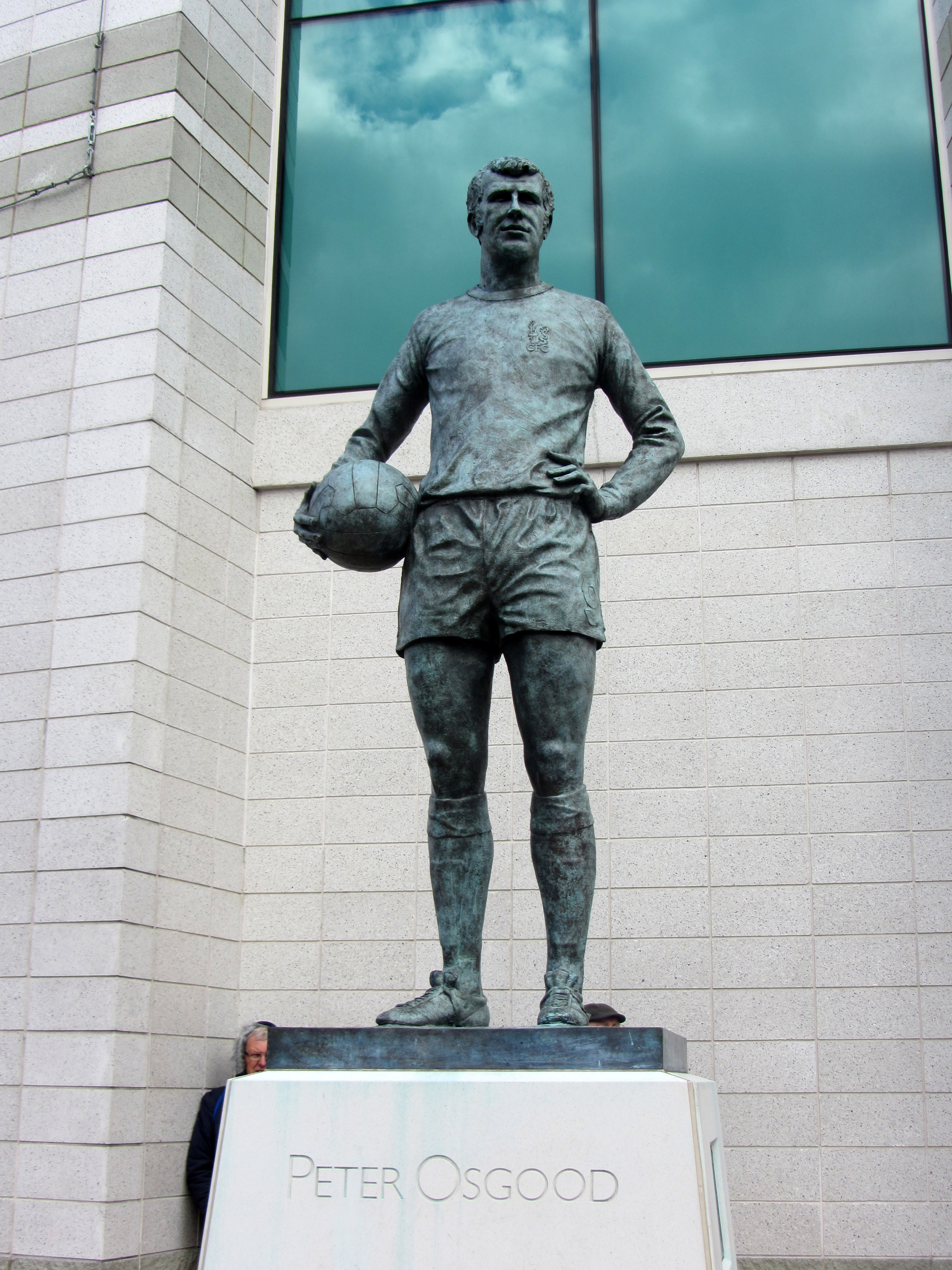
Statue von Peter Osgood vor dem Stadion